# Das fünfte Gebot (Hörspiel)
Das fünfte Gebot ist ein Kriminalhörspiel aus der Reihe des Radio-Tatorts. Die Textvorlage stammt von John von Düffel, der bereits für mehrere Radio-Tatorte für Radio Bremen das Skript um das Bremer Ermittlerduo Hauptkommissarin Claudia Evernich und ihren Assistenten Claas Berding sowie dem sie begleitenden Staatsanwalt Dr. Kurt Gröninger lieferte. Das Fünfte Gebot wurde zum ersten Mal am 12. Mai 2010 öffentlich ausgestrahlt. In der hörbar des Neuen Schauspielhauses Bremen gab es eine Vorabaufführung im Beisein des Autors bereits am 8. Mai 2010. Neben den Hauptdarstellern traten folgende namhafte Sprecher und Schauspieler darin auf: Samuel Weiss, Dietmar Mues, Gustav Peter Wöhler und Wilfried Dziallas.
Der vorliegende 29. Fall der Gesamtreihe und dritte Fall des Bremer Tatorts dreht sich um die vermeintlich buchstäbliche Hinrichtung eines Dealers und Junkies auf offener Straße im Stadtbezirk Huckelriede mit einem Baseballschläger. Was ursprünglich wie ein langgeplanter Racheakt eines einstigen Opfers, dann wie eine Abrechnung unter Drogenhändlern aussieht, entpuppt sich schließlich als die Affekttat und Selbstjustiz eines mehrmaligen Einbruchsopfers.

## Inhalt
Staatsanwalt Dr. Kurt Gröninger wird in aller Frühe aus einer peinlichen Situation heraus zu einem Tatort gerufen: Eine Polizeistreife hatte ausgerechnet ihn als vermeintlichen Fahrraddieb angehalten, da er mit zwei Rädern unterwegs war. Dabei hatte der von Bremerhaven als Pendler fahrende Gröninger lediglich am Bahnhof sein zuvor gestohlen geglaubtes Erstrad wiedergefunden und nun keine Ausweispapiere dabei. Am Tatort in der Kochstraße werden die Ermittler mit einer drastischen Bluttat konfrontiert. Das männliche Opfer wurde unweit eines Kiosk mit Handschellen an einen Laternenpfahl gekettet und laut dem ersten Befund der Spurensicherung mit dem „Klassiker“, einem Baseballschläger, erschlagen. Am frühen Morgen durch den Zeitungsboten gefunden, war der Mann bereits seit Stunden tot. Laut seinen Ausweispapieren handelt es sich um den Dealer und Junkie Stephan Haller, der erst seit kurzem nach acht Jahren Haft nach vermeintlich guter Führung aus der Justizvollzugsanstalt entlassen worden war.
Dort hatte Haller wegen schwerer Körperverletzung und Vergewaltigung eingesessen, weil er im Verlauf einer Drogenparty das damalige Schlagersternchen und Backgroundsängerin Sandy Schröder brutal missbraucht hatte. Deren damaliger Freund, die – Zitat Claas Berding – „Bremer Antwort auf DJ Bobo“, Mickey Baretta, hatte den Dealer im Gerichtssaal tätlich angegriffen und bedroht, da er beider Leben zerstört habe. Denn der ohnehin bereits alkoholabhängige Sänger zerbrach sowohl gefühlsmäßig als auch in seiner Karriere an der Trennung von seiner Freundin. Somit haben die Polizisten zumindest einen Tatverdächtigen, da Haller statt der ursprünglich geforderten zwölf Jahre nur für 10 Jahre und sechs Monate verurteilt worden war und nun nach acht Jahren auf freien Fuß gekommen war.
Während Evernich und Berding sich zur nahegelegenen Wohnung des Toten aufmachen, unternimmt Gröninger auf eigene Faust Ermittlungen in Richtung Baretta. Dabei stößt er auf einen äußerlich geläuterten Baretta, dem der Entzug gelungen scheint und im Glauben seinen Halt gefunden hat. Selbst der Pastor seiner Gemeinde, Gregorius, setzt sich persönlich im Präsidium für den Sänger ein und warnt den irritierten Staatsanwalt davor, dass man eine Seele verlieren könne.

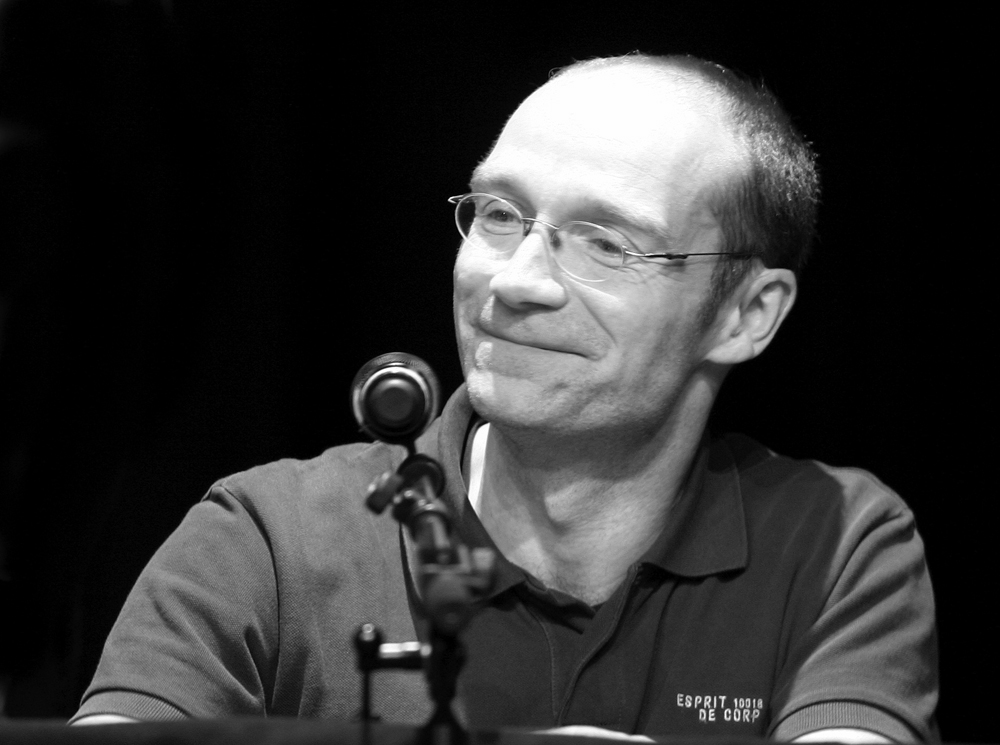
Autor John von Düffel, 2008

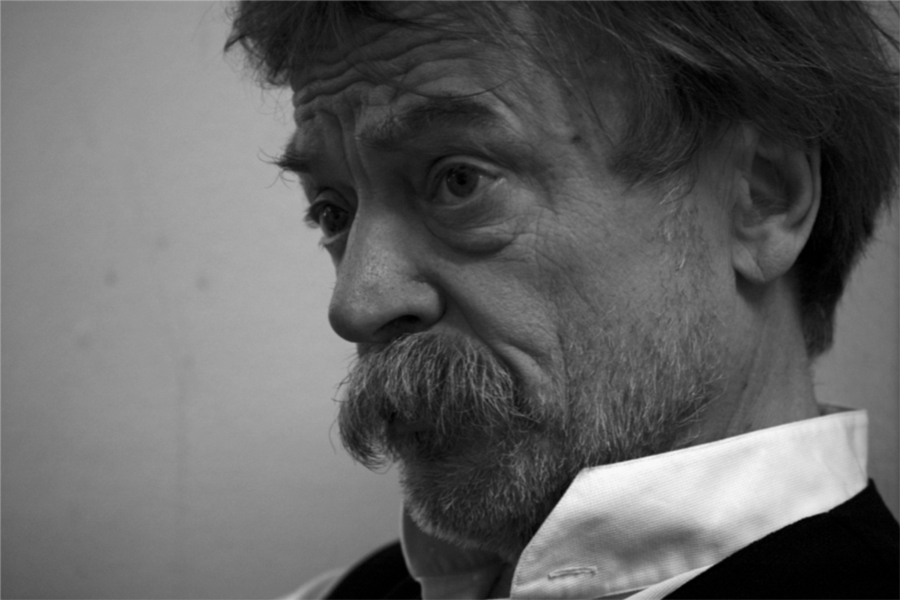
Dietmar Mues, Sprecher des Jo Schultze

Evernich und Berding hingegen werden bei ihrem Gang zunächst von der neugierigen Nachbarin Frau Röttgen aufgehalten, die sie aufschreiben möchte, da sie in der Einfahrt parken. Dabei entpuppt sie sich als potenzielle Quelle, da sie sich ständig alle Autokennzeichen der Falschparker notiert. Außerdem finden die Polizisten in der Wohnung ein Kilo reines Heroin, das nach der Streckung einen Straßenverkaufswert von 100.000 Euro haben dürfte, und eine größere Geldsumme. Haller war also keinesfalls resozialisiert, sodass sich der Tatverdächtigenkreis erweitert, zumal die spätere Kontrolle der auf den Geldscheinen gefundenen Fingerabdrücke interessante Treffer beim Bundeskriminalamt ergeben: Zum einen ein noch einsitzender Drogenhändler und zum anderen die „Graue Eminenz“ des Bremer Drogenhandels, der bisher noch nie angreifbare Jo Schultz. Oder war die Tat ein Streit zwischen dem Lieferanten und dem Straßenverkäufer? Gerade Gröninger wendet ein, dass eine Ermordung Hallers wohl kaum logisch sei, wenn gleichzeitig das Heroin sich noch in der Wohnung befinde. Doch Evernich wischt den Einwand beiseite, da Kriminelle dieses Schlages nur selten logisch vorgehen würden.
Doch bald konzentriert sich die Fahndung wieder auf Baretta, dessen Nervenkostüm auffällig zerrüttet scheint und der auch erst kürzlich wieder in seinem Drogenkonsum rückfällig geworden ist. Denn in dessen Wohnung wird gut versteckt im Bettkasten eine .357 Magnum gefunden. Daraufhin steckt man ihn in Untersuchungshaft. Einen gescheiterten Selbstmordversuch wertet man als Geständnis, zumal Baretta die Schuld für Hallers Tod auf sich nimmt, ohne jedoch den Tathergang glaubhaft schildern zu können. Insbesondere Gröninger hat ausgesprochene Zweifel an diesem Geständnis, da sich Baretta „geradezu nach Buße sehnt“.

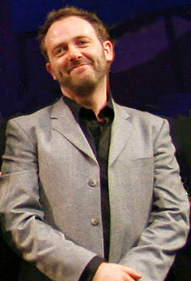
Samuel Weiss, Sprecher des Mickey Baretta

Da die Spurensicherung in unmittelbarer Nähe des Tatorts auch einen ungeöffneten Sixpack Bier und Zigaretten gefunden hat, spekulieren die Beamten darüber, ob sich Haller kurz vor seinem Tode bei dem bereits achtmal überfallenen Kiosk „selbst bedient“ habe. Die Befragung des Besitzers, des Marokkaners Said Alami, scheint nichts zu ergeben, außer dessen Entrüstung über die häufigen Einbrüche, gegen die die Polizei nichts unternommen habe und die seine Versicherung nicht mehr trage. Als die Beamten gerade die Befragung abbrechen wollen, hakt Gröninger nach Gummibärchen nach, woraufhin Alami widerwillig den geschlossenen Kiosk öffnet. Dabei stellt Berding frische Einbruchsspuren fest und Gröninger erblickt in dem Sortiment überraschenderweise Pfefferspray.
Letztere Entdeckung enthüllt er Evernich und Berding erst auf dem Präsidium. Ein Baseballschläger und Handschellen würden dazu nur noch als Selbstverteidigungsinstrumente eines aufgebrachten Kioskbesitzers fehlen. Als sie wieder beim Kiosk anlangen, hat sich Alami im Kiosk verschanzt, beklagt die Apathie der Behörden, „obwohl man in Deutschland sei, hier müsse doch Recht und Ordnung herrschen“ und bricht letztlich mit einem Geständnis zusammen.
Er hatte Haller beim Einbruch erwischt, der sich ungerührt davon machen wollte. Daraufhin sei er mit dem Baseballschläger durchgedreht. Doch nach den Schlägen habe Haller noch gelebt, obwohl der letzte Schlag seinen linken Schläfenlappen zerbrochen hatte. Als er sich seiner Tat bewusst wurde, wollte er ihn mit seinem Wagen ins Krankenhaus fahren, doch der Wagen sprang nicht an. Also setzte er ihn neben die Laterne. Aber Haller sei immer wieder auf die Straße gekrochen. Um dies zu verhindern, habe er ihn aufrecht sitzend mit den Handschellen an die Laterne gekettet und darauf gewartet, dass jemand vorbeikomme. Schließlich sei jemand gekommen, aber dieser habe sich nur neben Haller gesetzt und auf ihn eingeredet. Die Beamten erraten, dass dies Baretta war, der auf den Sterbenden mit Bibelzitaten einredete und sich daher mitschuldig an der Tat fühlte.
Erstmals lobt Evernich Gröninger, da er inzwischen „wie ein Polizist denke“, aber dies sei ja auch indirekt ihr Verdienst. Ein Happy End gibt es lediglich für Mickey Baretta, da Sandy Schröder angesichts seines Suizidversuchs zu ihm zurückgefunden hat.

## Hintergrund
Erstmals nahm Autor John von Düffel keinen offenen Bezug zu einem aktuellen Fall wie beispielsweise in Die Unsichtbare sowie Schrei der Gänse und schloss den Fall im Gegensatz zu den vorangegangenen „offenen Enden“ konsequent ab. Darauf angesprochen erklärte von Düffel: „Erstens wollte ich nicht riskieren, dass mich die Bremer Polizei irgendwann wegen übler Nachrede inhaftiert. Und zweitens gab es von den Schauspielern den massiven Wunsch, dass ihre Figuren auch mal Erfolg haben und nicht immer nur scheitern.“ Allerdings habe ihm der polizeiliche Berater, Jan Arnold, von einem vergleichbaren Fall von Selbstjustiz erzählt, der ihn zu dem Hörspiel angeregt habe. In der Realität habe es jedoch nur mit ein paar Beulen für den Einbrecher geendet, nachdem sich der von der Polizei „alleingelassene“ Kioskbesitzer mit einem Baseballschläger in seinem Geschäft auf die Lauer legte. Die Rolle des abgehalfterten Popstars habe man beim Schicksal Mickey Rourke entlehnt, dessen Frau im Heroinrausch vergewaltigt wurde. Von einem Priester wurde Rourke in einem 24-stündigen Gespräch von seinem Wunsch nach Selbstjustiz abgebracht.
Über Gröningers Privatleben erfährt man, dass er auch nach mehr als zwei Jahren immer noch zwischen Bremerhaven und Bremen pendelt. Seine häufigen Probleme mit Fahrraddiebstahl und Vandalismus wird hier als sich wiederholender Witz erstmals thematisiert und im folgenden Wer sich umdreht oder lacht … erneut aufgenommen.
Im Gespräch zwischen Evernich und Berding sowie der Nachbarin Frau Röttgen werden gleich zwei sich wiederholende Anspielung auf den Fernsehtatort aufgegriffen: auf Röttgens „sie sehen gar nicht wie Polizisten aus, die sehen im Fernsehen immer anders aus“ entfährt Evernich ein „das hören wir häufiger“ und ein halblautes „dafür taugen die Zeugen im Fernsehen wenigstens etwas.“ Allerdings kommt von Frau Röttgen zumindest eine brauchbare Spur, selbst wenn sie in die falsche Richtung führt.
Der gebürtige Schweizer Schauspieler Samuel Weiss kann hier als Mickey Baretta neben Charakterdarsteller Wilfried Dziallas als einziger Sprecher mit Bremer Akzent aufwarten, da er einige Jahre am Bremer Schauspielhaus tätig war. Dziallas taucht hier wieder als einfacher Polizist in einer humoristischen Nebenrolle auf, ähnlich wie in Die Unsichtbare. In anderen Radio-Tatorten trat er ebenfalls in Erscheinung: im NDR-Radiotatort Tod eines Tauchers spielte er den Polizeiobermeister Euler in Büsum und in dem zur identischen Reihe gehörenden Fall Schlick einen einfachen Ladenbesitzer. Katharina Matz hingegen, die hier die neugierige Nachbarin verkörpert, sprach im bisher letzten Bremer Radio-Tatort, Ein klarer Fall, gar die Mutter Evernichs. Gustav Peter Wöhler füllte im bereits erwähnten Tod eines Tauchers die Rolle des Ornithologen Karsten Eisler aus.

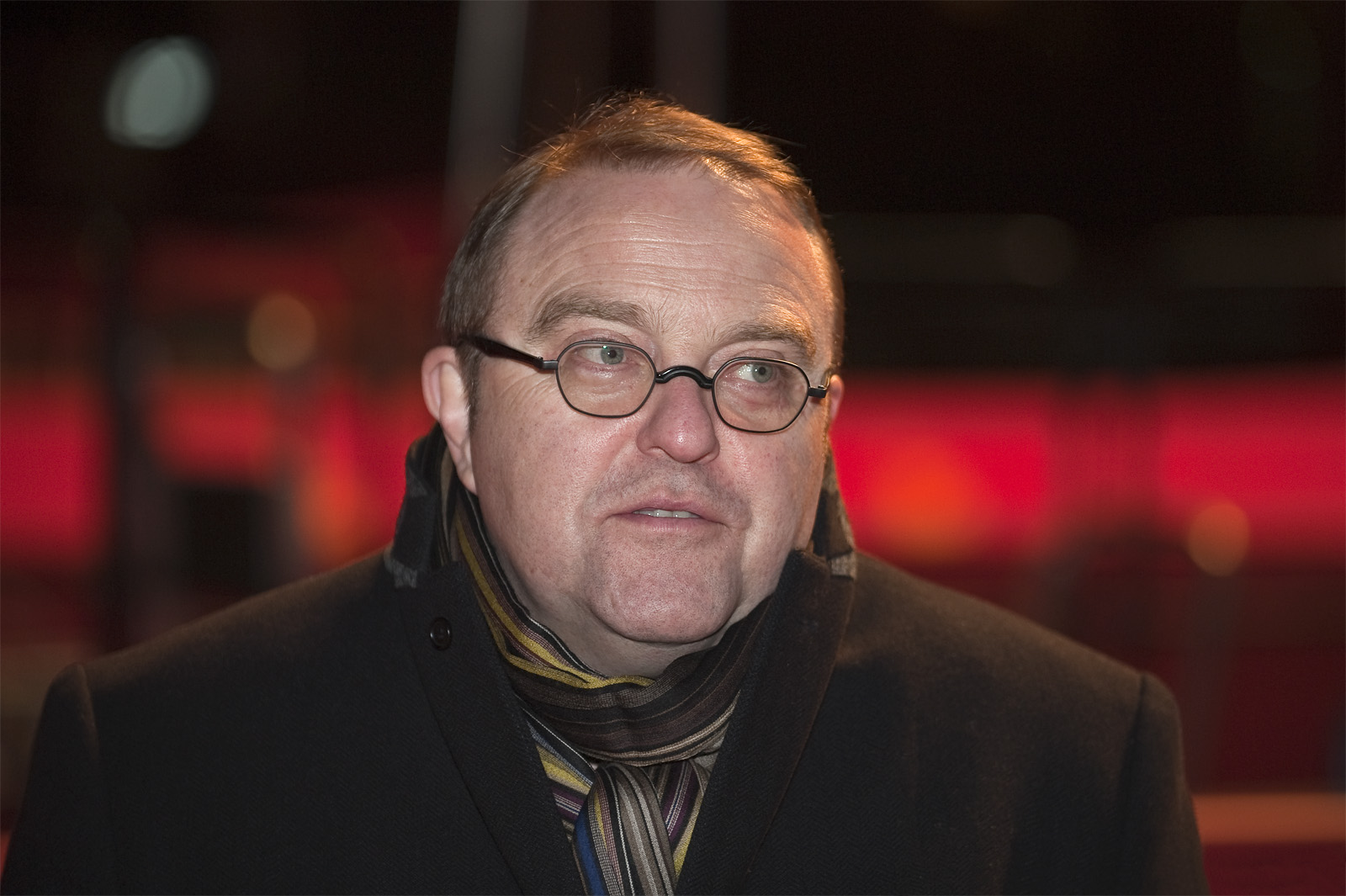
Gustav Peter Wöhler, Sprecher des Pastor Gregorius

Die Exposition des Hörspiels führt den Hörer (un)bewusst in eine falsche Richtung, da im Wechsel ein (zunächst anonymes) Beichtgespräch zwischen Pastor Gregorius und Mickey Baretta mit den Schmerzensschreien des zusammengeschlagenen Hallers in der Einleitung unterschnitten werden. Dabei dreht sich die Beichte um das fünfte Gebot, „du sollst nicht töten“, woraufhin Baretta meint, wenn es so wichtig wäre, dann müsste es eigentlich das erste Gebot sein. Daher rührt der Titel des Hörspiels. Der sakrale Beichtcharakter der Einleitung wurde von dem Komponisten Christoph Grund aufgegriffen, sodass alle Zwischenspiele mit Orgelmusik unterlegt wurden.
In der Presseankündigung einiger anderer Radiosendungen wurde der Name des Opfers mit Michael Lorre ursprünglich falsch angegeben.
Mehrfach wurde auch der Zeitungsausträger als derjenige des Weserkuriers bezeichnet; die Hörspielfassung spricht lediglich von einem Zeitungsausträger.

## Rezensionen

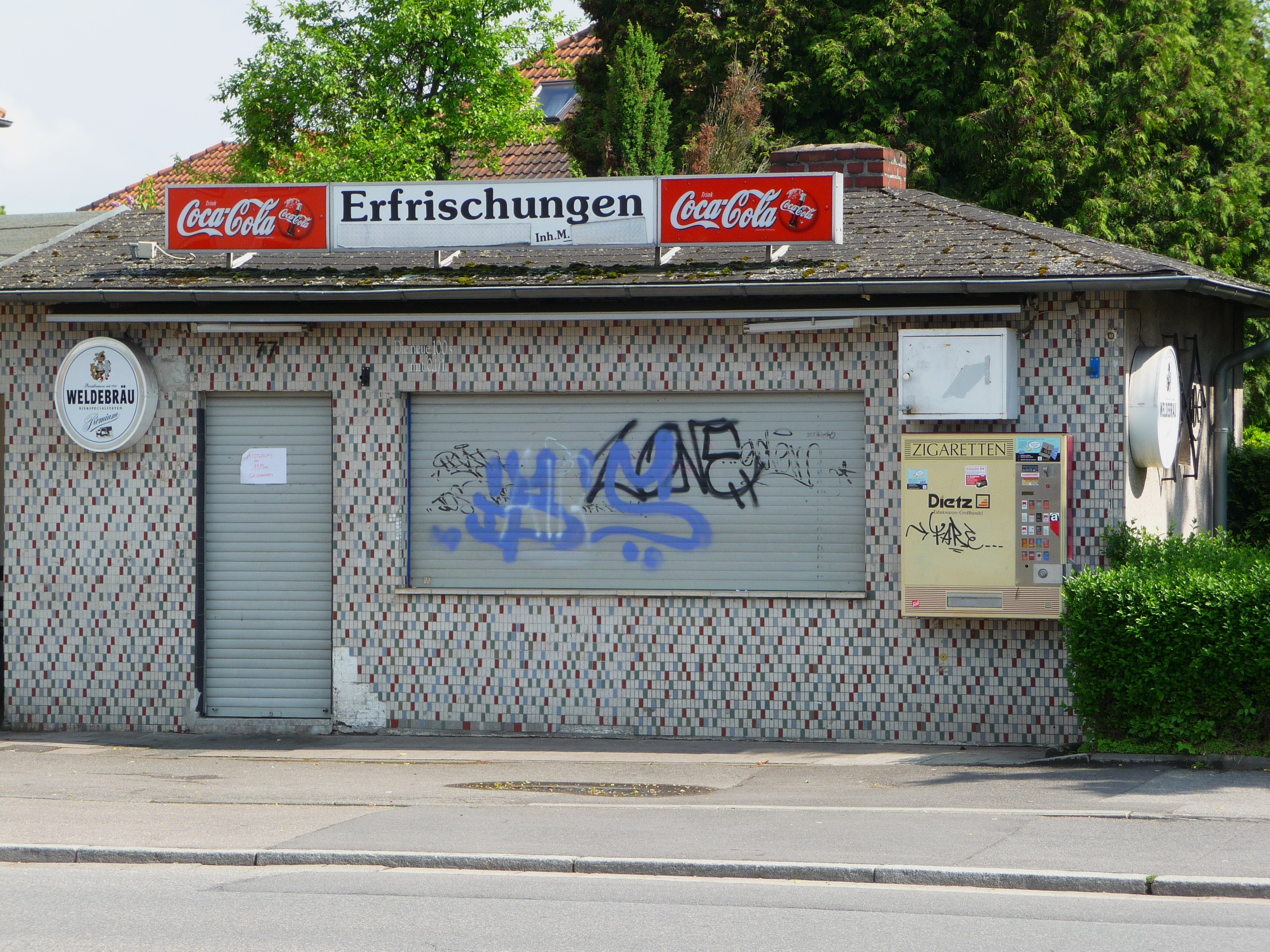
Beispiel eines typischen Kiosklokals, im hiesigen Fall Ausgangspunkt der Selbstjustiz

- „Der dritte Bremer Radiotatort überzeugt mit dem nun gut eingespielten Ermittlerteam und einem sehr interessanten und originellen Fall. Diesmal kann man sogar bei den großen Kritikpunkten der ersten beiden Folgen überzeugen: Das Finale wird diesmal der Geschichte durchaus gerecht. (…) Das Thema "Rache" und "Selbstjustiz" funktioniert hier sehr gut, weil man einen einfachen Verlauf antäuscht, die wahre Geschichte aber doch gänzlich anders läuft. (…) Insgesamt ein sehr gelungener Tatort – der beste aus Bremen bislang und auch einer der besseren der gesamten bisherigen Reihe. Freunde guter Krimiunterhaltung sollten hier ein Ohr riskieren!“[11]
- „John von Düffel konstruiert diesen Mordfall beinahe als Kriminalposse, bei der die flotte Inszenierung von Christiane Ohaus immerhin andeutet, dass die Hintergrundarbeit bei den Ermittlern klappt. Dabei scheint man auch einen Spaß daran zu haben, sich mit dem ARD-Fernseh-„Tatort“ und der Qualität der dortigen Zeugen zu vergleichen.“[12]